# Abstich (Schneiderei)
Unter Abstich versteht man in der Schneiderei die vordere Kante eines Sakkos oder Mantels in dem Bereich zwischen dem untersten Schließknopf und dem Saum.
Abgesehen von Sonderformen, wie z. B. am Frack, kennt man zwei Hauptformen:
- den geraden Abstich, hauptsächlich bei Uniformen, (einreihigen) Mänteln und Zweireihern
- den runden Abstich, der hauptsächlich für Einreiher verwendet wird.